# فينس بارترام
فينس بارترام (بالإنجليزية: Vince Bartram)‏ هو لاعب كرة قدم بريطاني في مركز حراسة المرمى، ولد في 7 أغسطس 1968 في برمنغهام في المملكة المتحدة. لعب مع نادي أرسنال ونادي بلاكبول ونادي بورنموث ونادي تشيلتنهام تاون ونادي غيلينغهام وهدرسفيلد تاون ووست بروميتش ألبيون ووولفرهامبتون واندررز.

## وصلات خارجية
- فينس بارترام على موقع قاعدة بيانات كرة القدم.إي يو (الإنجليزية)
- فينس بارترام على موقع Soccerbase.com (لاعب) (الإنجليزية)
- فينس بارترام على موقع عالم كرة القدم.نت (الإنجليزية)